# Arrondissement di Nogent-sur-Seine
L'arrondissement di Nogent-sur-Seine è un arrondissement dipartimentale della Francia situato nel dipartimento dell'Aube, nella regione Grand Est.

## Storia
Fu creato nel 1800 sulla base dei preesistenti distretti.

## Composizione
L'arrondissement è composto da 82 comuni raggruppati in 6 cantoni:
- cantone di Marcilly-le-Hayer
- cantone di Méry-sur-Seine
- cantone di Nogent-sur-Seine
- cantone di Romilly-sur-Seine-1
- cantone di Romilly-sur-Seine-2
- cantone di Villenauxe-la-Grande